# Frančišek Jarc
Frančišek Jarc, slovenski pravnik, * 5. marec 1891, Doberdob, Avstro-Ogrska, † 27. januar 1978, Koper.
Ljudsko šolo je obiskoval v rojstnem kraju, gimnazijo pa v Gorici. Pravo je študiral na Karlovi univerzi v Pragi, kjer je 15. januarja 1922 tudi doktoriral. Med študijem je bil mobiliziran v Avstro-ogrsko vojsko, bil na fronti ujet in kot vojni ujetnik vstopil v vrste jugoslovanskih prostovoljcev. Po končanem študiju je bil najprej v Gorici odvetniški pripravnik  pri odvetniku Vladimirju Orlu, nato pa v letih 1925-28 dopisnik tržaške
Edinosti v Rimu. Zaradi fašističnega pritiska se je izselil v Kraljevino Jugoslavijo. Tu je bil odvetnik v Škofji Loki, Kranju in Ribnici. V letih 1928-29 je urejal list Primorski glas, ki je izhajal v Ljubljani. Leta 1944 ga je gestapo aretiral in poslal v koncentracijsko taborišče Auschwitz. Po osvoboditvi je deloval v Kranju pri komisiji za ugotavljanje okupatorjevih zločinov, kasneje pa je kot sodnik služboval v Grgarju, Kopru in Piranu ter leta 1953 stopil v pokoj.